# Rhaphuma albonotata
Rhaphuma albonotata là một loài bọ cánh cứng trong họ Cerambycidae.